# François Pelsaert
François Pelsaert, auch Francisco Pelsaert und Francoys Pelsert genannt (* 1590 in Antwerpen; † September 1630 in  Jakarta), war ein aus den damaligen Spanischen Niederlanden stammender Kaufmann und Seefahrer.

## Leben
1618 trat Pelsaert in die Dienste der Niederländischen Ostindien-Kompanie (V.O.C.), einer der damals führenden Handelsgemeinschaften. In weniger als zehn Jahren erreichte er den Status des „Oberkaufmanns“ (senior merchant).
Er wurde vornehmlich wegen seines Engagements im Zusammenhang mit der Havarie der Batavia berühmt:
Unter Pelsaert als Kommandant trat im Oktober 1628 das V.O.C.-Handelsschiff Batavia eine Überfahrt von Texel nach dem heutigen Jakarta (damals: Batavia) an. Das mit über 300 Personen und wertvollen Handelsgütern voll belegte Segelschiff strandete am 4. Juni 1629 in einem Riff der westaustralischen Wallabi-Inseln. Bis auf 40 Menschen, die bei dem Schiffsunglück ertranken, konnten sich alle übrigen Besatzungsmitglieder, Militärpersonen und Passagiere auf kleine unbewohnte Inselchen in der Nähe retten. Da eine Rettung durch Dritte ausschied, segelte Pelsaert in Begleitung von den ranghöchsten Offizieren und einigen Matrosen der Batavia mit einem Beiboot von der Unglücksstelle nach Batavia (heutiges: Jakarta), wo er nach etwa einem Monat ankam.
Dort erhielt er von der V.O.C. ein neues Schiff, die Sardam, um zur Rettung der Gestrandeten und Bergung der Handelsgüter der Batavia zurückzukehren. Infolge schlechter Wetterbedingungen dauerte die Rückfahrt zu den Wallabi-Inseln über 60 Tage. Als Pelsaert Mitte September 1629 die Unglücksstelle anlief, musste er feststellen, dass zwischenzeitlich eine Meuterei stattgefunden hatte. Eine kleine Gruppe der Batavia-Besatzung unter der Führung von Jeronimus Cornelisz hatte über 120 der Gestrandeten getötet. Pelsaert ließ die Anführer der Meuterei an Ort und Stelle hängen und zwei Meuterer an der Westküste Australiens aussetzen, bevor er mit den Überlebenden und der geborgenen Handelsware der Batavia nach Jakarta zurückkehrte.
Nach Ende der „Batavia-Tragödie“, wodurch seine Gesundheit schwer angegriffen war, nahm Francisco Pelsaert noch an einer Expedition nach Sumatra teil. Er verstarb nach schwerer Krankheit im September 1630 in Jakarta (Batavia).
Nach Pelsaert ist die südlichste Gruppe des Houtman-Abrolhos-Archipel, die Pelsaert-Inseln mit der Hauptinsel Pelsaert Island, benannt.

## Werke
- „Ongeluckige voyagie, van't schip Batavia, nae de Oost-Indien...“, Amsterdam 1647. (Bekannt als Pelsaert Journal.)